# بیل هابز (ورزشکار)
بیل هابز (انگلیسی: Bill Hobbs؛ ۳۰ ژوئیه ۱۹۴۹ – ۴ ژانویهٔ ۲۰۲۰) ورزشکار روئینگ اهل ایالات متحده آمریکا بود.
وی در مسابقات کشوری و بین‌المللی در مجموع برندهٔ ۱ مدال نقره شده‌است.